# Christoph Ruckhäberle
Christoph Ruckhäberle (* 1972 in Pfaffenhofen an der Ilm) ist ein deutscher Maler, der der sogenannten Neuen Leipziger Schule zugerechnet wird.

## Leben und Werk
Ruckhäberle absolvierte 1991/92 ein Zeichentrickfilmstudium am California Institute of the Arts in Valencia und war 1993 Stipendiat des Walt Disney Charakter Animation Funds, bevor er nach Leipzig kam. Dort studierte er von 1997 bis 1999 an der Hochschule für Grafik und Buchkunst, wo er 2000 Meisterschüler bei Arno Rink war. 2001 bekam er das Landesstipendium des Freistaats Sachsen.
Ruckhäberle hatte seine erste Einzelausstellung im Jahr 2001 bei der Leipziger Galerie Kleindienst, weitere Ausstellungen in Frankreich, Großbritannien, Dänemark und den Vereinigten Staaten folgten.
2002 war er Mitgründer der Produzentengalerie Liga in Berlin, die von elf ehemaligen Studenten der Hochschule für Grafik und Buchkunst getragen wurde, unter anderen von Tim Eitel, Matthias Weischer und Tom Fabritius. Die Produzentengalerie Liga löste sich nach zweijährigem Bestehen 2004 wieder auf.
Zusammen mit Michael Ludwig gründete er die Ludwig & Ruckhäberle GbR, die Trägerin der Kino-, Musik- und Literaturveranstaltungen der Schaubühne Lindenfels war. Wegen mangelnder Kostendeckung stellten Ludwig und Ruckhäberle den gewerblichen Kinobetrieb in der Schaubühne im Juni 2009 ein und eröffneten im Oktober desselben Jahres das Luru-Kino, ein Programmkino in der Halle 18 der ehemaligen Leipziger Baumwollspinnerei im Stadtteil Lindenau, wo sich auch Ruckhäberles Atelier befindet.
Im Jahre 2007 gründete Christoph Ruckhäberle den Lubok Verlag in Leipzig. Dort erscheinen seitdem originalgrafische Künstlerbücher mit Linolschnitten zeitgenössischer Künstler. In jedem Band der Lubok-Reihe befinden sich Linolschnitte von etwa 10 zeitgenössischen Künstlerinnen und Künstlern mit deren eigener künstlerischer Handschrift. Im Dezember 2007 gründete Ruckhäberle zusammen mit seinem Schulfreund, dem Schriftsteller Steffen Kopetzky den Neuen Pfaffenhofener Kunstverein. Seitdem haben Ruckhäberle und viele andere Leipziger Künstlerinnen und Künstler dort ausgestellt.
Von 2016 bis 2022 war Ruckhäberle Professor für Malerei an der Hochschule für Grafik und Buchkunst Leipzig.
Ruckhäberle lebt und arbeitet in Leipzig.

## Teilnahme an Ausstellungen (Auswahl)
- 2020 Inside, Groupshow, Thaler Originalgrafik Leipzig[11]
- 2020 The Cat and the Canary, Thaler Originalgrafik, Winterrundgang der Spinnereigalerien, Leipzig[12]
- 2019 Image, Leipzig, Alte Spinnerei[13]
- 2018 DRITTE, Gruppenausstellung, Kunsthalle, Neuer Pfaffenhofener Kunstverein[14]
- 2017 Volkskunst Fabrik, Einzelausstellung, Städtische Galerie Delmenhorst[15]
- 2017 Ladder to Heaven, Gruppenausstellung zeitgenössische Originalgrafik, Kunsthalle, Neuer Pfaffenhofener Kunstverein[16]
- 2015 Camera Obscura, zusammen mit Matthias Weischer und David Schnell, Kunsthalle, Neuer Pfaffenhofener Kunstverein[17]
- 2013: Berlin Klondyke Hipphalle, Gmunden, Österreich
- 2013: Cliche Verre, Spinnerei archiv massiv, Leipzig
- 2013: Wahlverwandtschaften. Aktuelle Malerei und Zeichnung aus der Sammlung Frieder Burda, Museum Franz Gertsch, Burgdorf/Schweiz
- 2013: LUBOK in Mexiko, Museo de la Estampa del Instituto Mexiquense de Cultura, Toluca, Mexico
- 2013: Jahre Zukunft, Galerie Notwehr, Sonneberg
- 2013: ZWEITE, Kunsthalle, Neuer Pfaffenhofener Kunstverein[18]
- 2013: LUBOK in Mexico, Centro Cultural Clavijero, Morelia, Mexico
- 2013: GEKAUFT – Neuerwerbungen der Grafischen Sammlung 2003 - 2013, Museum der Bildenden Künste, Leipzig
- 2013: LUBOK. Grafica contemporanea y libros de artistas de Leipzig, Galería de Arte Contemporáneo del Teatro Isauro Martínez Torreón, Coahuila, México
- 2012: Berlin-Klondyke, Kunsthalle, Neuer Pfaffenhofener Kunstverein[19]
- 2012: german now – from Leipzig, Seongnam Art Center, Südkorea
- 2012: Lubok, Grafica contemporánea y libros de artistas de Leipzig, Museo Nacional de la Estampa, Mexiko-Stadt
- 2012: Lubok. Druckgrafik und Künstlerbücher aus Leipzig, Kulturbahnhof Eller, Düsseldorf
- 2011: Convoy Leipzig, Biksady Gallery, Budapest
- 2011: Parcours, Auf AEG, Nürnberg
- 2011: Portrait of the Artist as a Young Man, Galerie Reinhard Hauff
- 2011: After The Goldrush, Kunstverein Speyer
- 2011: Saxonia Paper, Kunsthalle der Sparkasse Leipzig
- 2009: Christoph Ruckhäberle, Migros Museum, Zürich. (Einzelausstellung)
- 2009: 60/40/20. Kunst in Leipzig seit 1949, Museum der bildenden Künste, Leipzig. (Ausstellungsbeteiligung)
- 2008 ERSTE, Neuer Pfaffenhofener Kunstverein
- 2008: The Leipzig Phenomenon, Kunsthalle Budapest (Ausstellungsbeteiligung)
- 2008: Manifesta7, Europäische Biennale für Zeitgenössische Kunst, Trentino-Südtirol (I) (Ausstellungsbeteiligung)
- 2006: Ballkünstler, Museum der bildenden Künste, Leipzig (Ausstellungsbeteiligung)
- 2003: Sieben Mal Malerei, Museum der bildenden Künste, Leipzig (Ausstellungsbeteiligung)

## Bibliografie
- 2011 Barry Schwabsky: „Vitamin P2. New Perspectives in Painting“. Auf Englisch. Phaidon, 352 Seiten.